# 平野貴裕
平野 貴裕（ひらの たかひろ、1970年5月8日 - ）は、日本の男性声優。所属フリー。愛知県出身。日本芸術専門学校講師。

## 人物
かつてはブリングアップ/劇団アルターエゴに所属していた。
劇団アルターエゴ時代に、同劇団の下崎紘史、林伊織、藤原祐規、峯暢也と、ユニットALL BOYS LIMITEDを結成していた。
趣味は読書。特技はギター演奏。
資格・免許は普通自動車、中型二輪。

## 出演

### テレビアニメ
1999年
- ビックリマン2000（防水下降、ワク珍）
- メダロット（ビィクトル、モモカワ、青年）

2001年
- テニスの王子様（男、室町十次）
- Dr.リンにきいてみて!（監督）
- 遊☆戯☆王デュエルモンスターズ（デュエリスト、見物人）

2002年
- こちら葛飾区亀有公園前派出所（コーイチ、テレビの実況、警官、犯人、トランプ男、近山の銀さん、文太、サラリーマン、魚屋の主人 他）
- 真・女神転生Dチルドレン ライト&ダーク（ナムタル、作業員、カイチ 他）
- ホイッスル!（本間泰明、郭英士）
- 満月をさがして（スコット、クライアント、スタッフ）

2003年
- GUNSLINGER GIRL（1課の課員A）

2004年
- Get Ride! アムドライバー（黒アムドライバー、町人）
- 吟遊黙示録マイネリーベ（ベルーゼ[3]）
- 遊☆戯☆王デュエルモンスターズGX（万丈目長作、E・HERO フェザーマン、N・ブラック・パンサー、高寺、タテワキ 他）

2005年
- おねがいマイメロディ（ドリアン大臣、斑鳩先生 他）
- capeta（高原誠一）
- ジパング（吉本中尉）
- シュガシュガルーン（元老院、オグル、ママの手帳）
- 涼風（エメルソン有馬、生徒、教師、部員）

2006年
- おねがいマイメロディ 〜くるくるシャッフル!〜（ドリアン大臣、斑鳩先生 他）
- 家庭教師ヒットマンREBORN!（バーズ、ゆすりの二郎、担任）
- 吟遊黙示録マイネリーベwieder（ベルーゼ[4]）

2007年
- おねがいマイメロディ すっきり♪（ドリアン大臣、斑鳩先生[5]、プンうちわ 他）
- 鋼鉄三国志（衛兵、村人、農夫、兵士 他）
- この青空に約束を― 〜ようこそつぐみ寮へ〜（坂田）
- 人造昆虫カブトボーグ V×V（金原）
- Saint October（スズ吉[6]、テレビ広告）

2008年
- おねがい♪マイメロディ きららっ★（ドリアン大臣[7]）
- GUNSLINGER GIRL -IL TEATRINO-（テロリスト、警官）
- 遊☆戯☆王5D's（ブリッツ）

2009年
- U.H.O.フューチャーレスキュー2061（ウシオ）

### OVA
- るろうに剣心 -明治剣客浪漫譚- 追憶編（1999年、隊士）
- 楓ニュータウン（2007年、先生）

### 劇場アニメ
- 雲のむこう、約束の場所（2004年、蝦夷製作所工員、大学院生）
- 劇場版 テニスの王子様 跡部からの贈り物 君に捧げるテニプリ祭り（2005年、室町十次）
- 秒速5センチメートル（2007年）

### ゲーム
2002年
- 超GALS!寿蘭 すぺしゃる（池田）

2003年
- Kiss of Prince Flame テニスの王子様（室町十次）
- DEAR BOYS Fast Break!
- ホイッスル! 吹き抜ける風

2006年
- 遊☆戯☆王デュエルモンスターズGX タッグフォース（万丈目長作、一般男子生徒）

2007年
- 遊☆戯☆王デュエルモンスターズGX タッグフォース2（万丈目長作、一般男子生徒）

2008年
- 遊☆戯☆王デュエルモンスターズGX タッグフォース3（万丈目長作、一般男子生徒）

### ナレーション
- 図書館情報ネット「地域のあゆみ」

### 映画
- ふんどし頭巾

### デジタルコミック
- VOMIC 家庭教師ヒットマンREBORN!（2010年、担任の先生）

### ドラマCD
- お手討ち覚悟
- 契約不履行
- ぼくらの運勢
- ミルククラウンのためいき
- 寮長様と秘密の契約
- 私の…メガネ君

### 音楽CD
- おねがいマイメロディ 〜くるくるシャッフル!〜 キャラクターソングアルバム Boys（ドリアン大臣）